# トリノの戦い
トリノの戦い（イタリア語: Assedio di Torino）は、スペイン継承戦争における戦闘の一つで、1706年9月7日にピエモンテ地方の都市トリノでオーストリア・サヴォイア・プロイセン同盟軍とフランス軍が衝突した。トリノは5月14日からフランス軍に包囲されていたが、この戦いで救援軍が包囲軍に勝利したことにより解放、イタリア戦線は同盟軍が決定的に優位に立った。

## 経過

### トリノ包囲戦
サヴォイア公ヴィットーリオ・アメデーオ2世は元々フランスと同盟を結んでいたが、1703年から裏でオーストリア側と交渉を行い寝返ったため、フランス軍にサヴォイア軍を捕らえられる羽目に陥った。オーストリアの将軍グイード・フォン・シュターレンベルクは司令官のプリンツ・オイゲンからイタリアのオーストリア軍の指揮権を託され、1704年にヴィットーリオ・アメデーオ2世と合流してサヴォイアの首都トリノでフランス軍に抵抗したが劣勢であった。
1705年にオイゲンがシュターレンベルクと交代しても状況は変わらず、フランスのイタリア方面軍司令官のヴァンドーム公ルイ・ジョゼフ・ド・ブルボンにカッサーノの戦いで敗れ、オーリオ川から先へ進めずロンバルディア州に留まっていた。しかし、1706年になるとオイゲンがオーストリアの首都ウィーンで待機している時にヴァンドームがロンバルディアへ進軍、4月19日のカルチナートの戦いでオーストリア軍をロンバルディアから追い落とした。オイゲンはガルダ湖周辺の山麓で敗残兵を収容して5月から6月にかけて軍の再編成に務め、ドイツからの援軍及びイングランド・オランダからの財政支援を待って山麓で戦力を蓄えていた。
トリノではフィヤード公ルイ・ド・オービッソン・デ・ラ・フィヤードが包囲軍の指揮を執り5月14日からトリノを包囲していたが、トリノはオーストリアの将軍ヴィリッヒ・フィリップ・ロレンツ・フォン・ダウンが必死に防衛して持ちこたえ、ヴィットーリオ・アメデーオ2世が外に出て騎兵隊で包囲軍を撹乱、フィヤードはそちらに気を取られ追撃したが、山に逃げ込まれ成果を挙げられず、包囲もはかどらないでいた。また、要塞技術者で多くの包囲戦を指揮したヴォーバンの派遣も検討されたが、高齢のため中止になった。

### 城外の戦闘
準備を整えたオイゲンは救援行動を開始、6月末にアディジェ川に沿って南下した。ヴァンドームはロンバルディアでオーストリア軍を見張りアディジェ川で防衛線を構築していたため、アディジェ川を西進すると見せかけてから南東へ進路を変更、7月6日にヴェネト州の町ロヴィーゴで改めてアディジェ川を渡河、次いで17日にポー川も渡り南岸に沿って西進し、ヴァンドームの陣地を迂回してトリノ救援へ向かった。
フランス軍はオイゲンの来援を信じておらず、ヴァンドームは10日に陸軍大臣ミシェル・シャミヤールに楽観的な見通しを書いた手紙を送っていた。しかし、スペイン領ネーデルラントでイングランド・オランダ同盟軍と戦っていたヴィルロワ公フランソワ・ド・ヌフヴィルが5月23日のラミイの戦いで同盟軍司令官のマールバラ公ジョン・チャーチルに大敗して更迭されると、ヴァンドームはフランス王ルイ14世の命令でネーデルラントへ出向、イタリア方面軍は新たにオルレアン公フィリップ2世とフェルディナン・ド・マルサンが指揮を執ることに決まった。
2人はアディジェ川の陣地に到着したが、未だオイゲンのトリノ救援を疑いロンバルディア防衛を継続していた。フランス軍が積極的に迎撃して来ないためオイゲンは西進を続けられ、同盟国からの軍資金を食糧購入に回して飢餓にも悩まされず安全に進軍出来た。8月29日にオイゲンはトリノ南方のカルマニョーラで騎兵隊を連れたヴィットーリオ・アメデーオ2世と合流、ロンバルディアのフィリップ2世らはオイゲンの意図をようやく理解してトリノ包囲軍と合流した。
フィヤードと対応を協議したフィリップ2世はオイゲン攻撃を主張したが、マルサンの反対で却下され守備に回ることが決まった。しかし、フランス軍陣地は川に囲まれていたが、夏の暑さで干上がっていたため守備の欠点が露呈、9月2日にオーストリア・サヴォイア同盟軍はスペルガという丘をフランス軍から奪い、そこから包囲軍の北西部が脆弱であることを発見、オイゲンはヴィットーリオ・アメデーオ2世に「彼らは半分打ち倒されたも同然だ」と宣言した。
7日早朝に同盟軍はフランス軍西部に攻めかかり、先鋒のプロイセン歩兵隊を率いるアンハルト＝デッサウ侯レオポルト1世は3回攻撃を跳ね返されても屈せず立ち向かい、フランス軍右翼を打ち破った。やがてトリノからもダウン率いるオーストリア軍が打って出て左翼も撃破、包囲網を崩されたフランス軍は敗走していった。マルサンは重傷を負い捕らえられ、治療のため足を切断したが2日後の9日に死去、フィリップ2世とフィヤードは負傷しながらも戦線を離脱、フランス軍は多くの兵士が捕虜となり、大量の輜重も同盟軍の手に入った。

フランス軍に対して自爆攻撃をしたピエトロ・ミッカ　（画:アンドレア・ガスタルディ）

### 戦後
フランス軍はトリノから追い出された後はピエモンテ、マントヴァ公国、ミラノ公国などの守備を固めたが打って出る気力はなく、8日に起こったカスティリオーネの戦いでフランス軍がドイツ軍に勝利を飾っても戦局を覆せず、26日にオイゲンとヴィットーリオ・アメデーオ2世はミラノに入り住民から大歓迎された。オイゲンは恩賞としてオーストリアからミラノ総督に任命、翌1707年にミラノ要塞に籠もるフランス軍を降伏させ、ルイ14世と交渉を行いイタリアのフランス軍を撤退させた。この成果は捕虜にも出来たフランス軍を逃したとしてイングランド・オランダから非難されたが、抵抗勢力を排除したことでダウンによる南イタリアのナポリ王国制圧を簡単に実現させ、イタリアはオーストリアが領有した。
オイゲンの勝利はマールバラ公から称賛され、トリノでは勝利を記念してテ・デウムが歌われ、スペルガに聖堂が建てられた。一方、マルサンとフィヤードの消極的な行動はフランスで流行した歌で皮肉られ、フィリップ2世の母エリザベート・シャルロットは息子に送った慰めの手紙で、フィリップ2世に責任は無いと書いて暗に2人を非難している。
トリノ籠城中、サヴォイア軍に所属していたピエトロ・ミッカという男がフランス軍と戦うため、地下トンネルを拠点に爆弾を用いて抵抗、自らも爆死するという壮絶な最期を遂げた。戦後ミッカは英雄とされ、彼の名前を冠した博物館、街道、艦隊などが作られ、トリノで戦いと彼を記念した祭りが開催されている。